# Ère Bunchū
L'ère Bunchū (文中) est une des ères du Japon (年号), nengō, lit. « nom de l'année ») de la Cour du Sud durant l'époque Nanboku-cho après l'ère Kentoku et avant l'ère Tenju. Cette ère couvre la période allant du mois d'octobre 1372 au mois de mai 1375. L'empereur de la Cour du sud à Yoshino durant cette époque est Chōkei (長慶天皇, Chōkei-tennō). L'empereur de la Cour du Nord à Kyoto est Go-En'yū (後円融天皇, Go-En'yū-tennō).

## Contexte de l'ère Nanboku-chō

Les sièges impériaux durant l'époque Nanboku-chō sont relativement proches l'un de l'autre mais géographiquement distincts. Ils sont conventionnellement identifiés ainsi :
Capitale du nord : Kyoto
Capitale du sud : Yoshino.

Au cours de l'ère Meiji, un décret impérial daté du 3 mars 1911 établit que les monarques régnants légitimes de cette époque sont les descendants directs de l'empereur Go-Daigo par l'empereur Go-Murakami dont la Cour du Sud a été établie en exil à Yoshino, près de Nara.
Jusqu'à la fin de l'époque d'Edo, les empereurs usurpateurs (en supériorité militaire) et soutenus par le shogunat Ashikaga sont erronément inclus dans les chronologies impériales en dépit du fait incontestable que les insignes impériaux ne sont pas en leur possession.
Cette Cour du Nord illégitime est établie à Kyoto par Ashikaga Takauji.

## Changement d'ère
- 1372, aussi appelée Bunchū gannen (文中元年?): Le nom de la nouvelle ère est créé pour marquer un événement ou une succession d'événements. La précédente ère se termine quand commence la nouvelle, en Kentoku 3[4].

Durant cette période, l'ère Ōan (1368–1375) est le nengō équivalent auprès de la Cour du Sud.

## Événements de l'ère Bunchū
- 1372 (Bunchū 1) : Le shogun Ashikaga Yoshimitsu établit un revenu annuel pour le sanctuaire Iwashimizu Hachiman-gū[4].
- 1373-1406 (Bunchū 2 - Ōei 13) : Ambassades entre la Chine et le Japon[5].
- 1374 (Bunchū 3) : L'ancien empereur Go-Kōgon meurt à l'âge de 73 ans[6].
- 1374 (Bunchū 3) : L'empereur Go-En'yū accède au trône du nord[5].

| Bunchū    | 1re  | 2e   | 3e   | 4e   |
| Grégorien | 1372 | 1373 | 1374 | 1375 |